# Steak 'n Shake
Steak 'n Shake Operations, Inc., conhecida como Steak 'n Shake, é uma rede americana de restaurantes casuais concentrada principalmente no centro-oeste dos Estados Unidos, com unidades também no sul, meio-atlântico, oeste dos Estados Unidos, Europa Ocidental e Oriente Médio. A empresa tem sede em Indianápolis, Indiana, e é uma subsidiária integral da Biglari Holdings. Em 2018, 628 restaurantes Steak 'n Shake estavam em operação; desses, 414 eram de propriedade da empresa e 214 franqueados. Desde então, a empresa tem tentado se converter em um modelo totalmente franqueado.
Os restaurantes têm serviço de mesa, drive-thru e janela frontal; eles oferecem um híbrido de fast food para viagem e serviço de mesa no estilo lanchonete. Em 2021, a empresa tinha 536 locais, mas o número caiu para 493 em 31 de março de 2023, de acordo com a Biglari Holdings; nem todos estavam em operação naquele momento. O modelo de negócios também estava se afastando dos restaurantes de serviço completo, em direção a um modelo de drive-thru e ao “serviço de balcão ... com quiosques”.
Muitos locais ficam abertos 24 horas por dia, sete dias por semana. O cardápio apresenta principalmente hambúrgueres e milkshakes feitos à mão; outras entradas, acompanhamentos e bebidas também estão disponíveis. O slogan da empresa, “Famous for Steakburgers” (Famoso pelos hambúrgueres de carne), refere-se ao seu item alimentar mais importante, o Steakburger. O “steak” no nome do restaurante vem do item do cardápio.

## História
A empresa foi fundada em fevereiro de 1934 por Gus Belt (nascido em Morrisonville, Illinois) após quatro anos nos fuzileiros navais dos Estados Unidos. Na época, gerente de um posto de gasolina e de um restaurante especializado em frango (Shell's Chicken), ele converteu seu negócio para a venda de hambúrgueres. O primeiro restaurante Steak 'n Shake, na esquina da Main Street com a West Virginia Avenue, foi destruído por um incêndio no início da década de 1960. No entanto, ele foi consertado, ampliado e vendido para a Monical's Pizza.
Após a morte de Gus Belt em 1954, o Steak 'n Shake expandiu-se para Illinois. A rede mudou de proprietário várias vezes, sendo administrada por Edith Belt (esposa de Gus) até 1969, depois adquirida pela Longchamps, Inc. e, mais tarde, pela Franklin Corporation de Indianapolis, sob a direção de Robert Cronin.

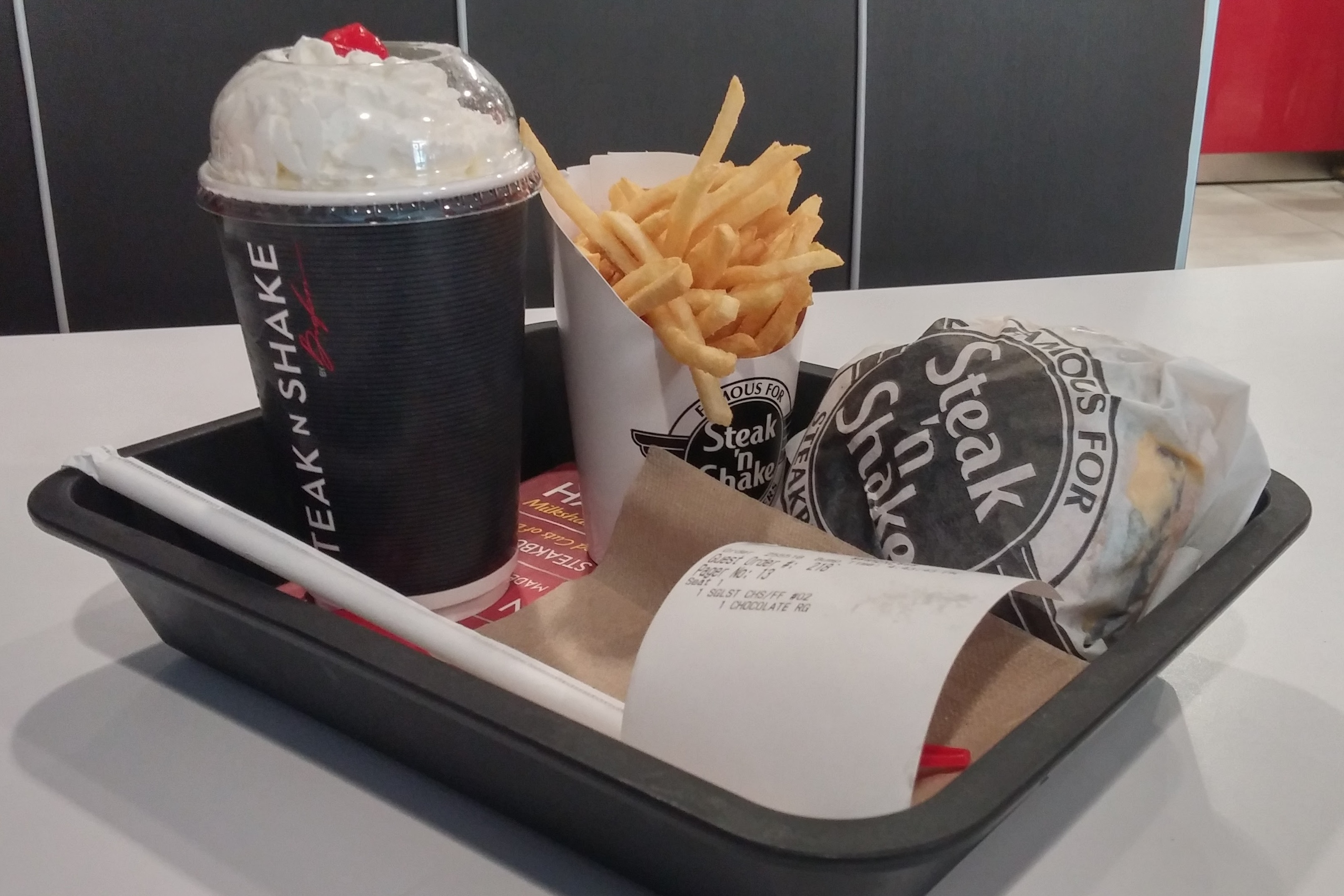
Um menu do Steak 'n Shake

Em 1981, a E. W. Kelley and Associates adquiriu a Steak 'n Shake e sua empresa controladora, a Franklin. E. W. “Ed” Kelley dirigiu a cadeia de restaurantes até sua morte em 2003.
Sob a liderança do empresário Sardar Biglari, que assumiu o controle da cadeia em 2008, a Steak 'n Shake passou por uma reviravolta após três anos de queda nas vendas. Biglari concentrou a oferta em hambúrgueres, batatas fritas e milkshakes, reduzindo o cardápio de oito para duas páginas.
Em 2018, a Steak 'n Shake mudou seu modelo de negócios para um sistema de parceria de franquia, com o objetivo de transformar mais de 400 restaurantes em franquias. Os operadores de franquia individuais podiam assumir o controle de um Steak 'n Shake existente por US$ 10.000, mas tinham que pagar 50% dos lucros à empresa. Apesar desse novo incentivo à franquia, a empresa permaneceu altamente endividada. Em abril de 2020, sua dívida foi classificada como especulativa pelas agências de classificação de crédito, e o fechamento de restaurantes devido à pandemia da COVID-19 nos Estados Unidos foi um duro golpe para os negócios.
A partir de 16 de maio de 2025, a rede de restaurantes fast food Steak 'n Shake começou a aceitar bitcoins como forma de pagamento em todas as suas lojas.